# Józef Świętorzecki
Józef Zachariasz Świętorzecki (ur. 26 marca 1876 w Wilnie, zm. 5 kwietnia 1936 w Warszawie) – pułkownik Armii Imperium Rosyjskiego, generał brygady Wojska Polskiego.

## Życiorys
Urodzony 1876 w Wilnie. Syn Wacława. Od 1893 rozpoczął naukę w Korpusie Kadetów w Orle. 13 września 1893 r. wstąpił do armii rosyjskiej. W latach 1893–1895 był słuchaczem Konstantynowskiej Szkoły Artylerii w Petersburgu, po ukończeniu której otrzymał przydział do baterii górskiej. Będąc młodszym oficerem baterii, od czerwca 1900 r. do października 1901 r. brał udział w stłumieniu powstania bokserów, a następnie od marca 1904 r. przez dwa lata walczył w wojnie rosyjsko-japońskiej. W 1914 r. ukończył Wyższą Szkołę Oficerów Artylerii w Carskim Siole. W czasie I wojny światowej od sierpnia 1914 r. do października 1917 r. dowodził baterią lekką, a następnie dywizjonem w armii rosyjskiej.

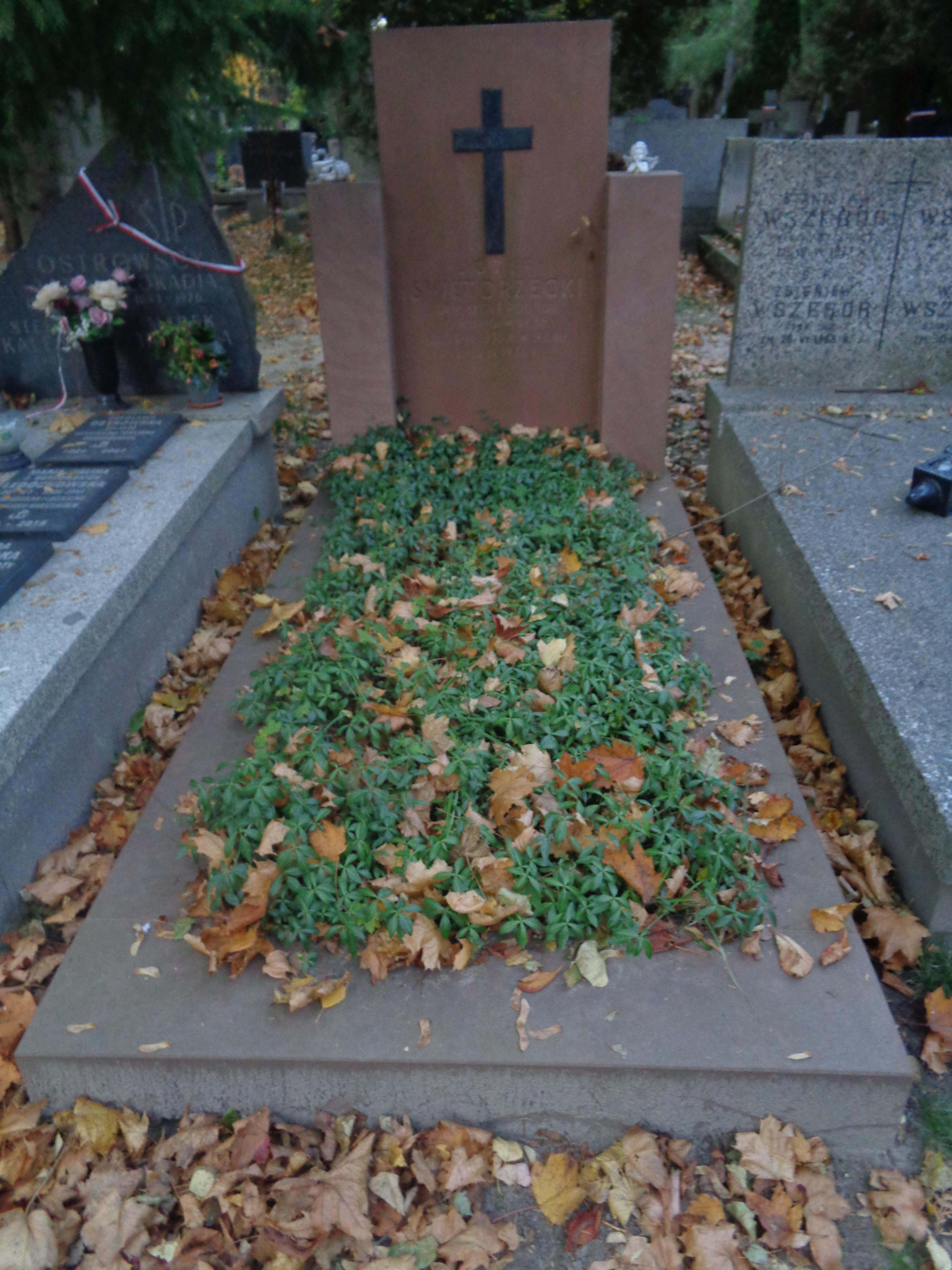
Grób Józefa Świętorzeckiego na Cmentarzu Wojskowym na Powązkach

W grudniu 1917 r. rozpoczął służbę w I Korpusie Polskim na Wschodzie (w Rosji). Dowodził 2 dywizjonem w 1 Brygadzie Artylerii, później oficer sztabu Korpusu, a 28 marca objął obowiązki kierownika Szkoły Oficerów Artylerii w Bobrujsku. Po rozpadzie Korpusu przedostał się do Warszawy.
11 listopada 1918 r. wstąpił do Wojska Polskiego. Otrzymał przydział do Oficerskiej Szkoły Artylerii w Rembertowie. Początkowo pełnił funkcję zastępcy dowódcy szkoły, a od lipca 1919 r. – jej dowódcy. W styczniu 1920 r. odszedł na front litewsko-białoruski, dowodząc 9 Brygadą Artylerii. 29 stycznia 1920 r. powierzono mu dowodzenie artylerią 9 Dywizji Piechoty, w czerwcu zaś – po sformowaniu Grupy Poleskiej – został dowódcą jej artylerii, którą dowodził do sierpnia 1920 r.
Po rozformowaniu Grupy Poleskiej objął ponownie funkcję dowódcy artylerii 9 Dywizji Piechoty, wchodzącej w skład 5 Armii. Z dniem 1 listopada 1922 r. przeniesiono go w stan spoczynku, mieszkał w Białej Podlaskiej. Zmarł 1936 roku w Warszawie, gdzie został pochowany na cmentarzu Powązki Wojskowe w Warszawie (kwatera A18-8-6). Żona Helena była nauczycielką.

## Awanse
- podporucznik – sierpień 1895
- porucznik – sierpień 1898
- podkapitan – wrzesień 1902
- kapitan – październik 1907
- podpułkownik – wrzesień 1916
- pułkownik – maj 1918
- generał brygady – listopad 1923 ze starszeństwem z 1 czerwca 1919

## Odznaczenia
- Order św. Anny 2, 3 i 4 stopnia
- Order św. Stanisława 2 i 3 stopnia
- Order św. Włodzimierza 4 stopnia